# Teatro Salvini
Il Teatro Salvini è il teatro comunale di Pitigliano.
Sull'area già occupata da un granaio della famiglia Orsini in prossimità della fortezza, la Società Filodrammatica dei Ravvivati edificò nel 1823  il suo teatro: una sala rettangolare con 21 palchi sulla parete di fondo suddivisi in due ordini.
Nel 1870 il teatro,  completamente rinnovato, venne inaugurato con la nuova denominazione di Teatro Salvini: una sala a ferro di cavallo con lo stesso numero di palchi distribuiti sul perimetro.
Nel 1934 il teatro venne inglobato nel nuovo Palazzo Comunale perdendo il prospetto originario ma mantenendo la sua struttura interna.
Per rimediare a problemi statici manifestatisi dopo questi lavori, nel 1971-72 fu effettuata una radicale ristrutturazione su progetto dell'ingegner Edoardo Focacci.  La sala interna è stata completamente rifatta in forma rettangolare con strutture portanti e volta a botte in cemento armato e anche il palcoscenico è stato completamente ricostruito con criteri analoghi.
Del teatro originario sono sopravvissuti solo elementi decorativi nell'atrio d'ingresso e nella caffetteria.